# Kladky
Kladky är en ort i Tjeckien.   Den ligger i regionen Olomouc, i den östra delen av landet, 180 km öster om huvudstaden Prag. Kladky ligger 507 meter över havet och antalet invånare är 412.
Terrängen runt Kladky är kuperad åt nordväst, men åt sydost är den platt.Runt Kladky är det ganska glesbefolkat, med 36 invånare per kvadratkilometer. Närmaste större samhälle är Moravská Třebová, 17,2 km nordväst om Kladky. I omgivningarna runt Kladky växer i huvudsak blandskog.